# 少女隊
少女隊（しょうじょたい・Shohjo-tai）は、日本の女性アイドルグループ。

## 来歴
"あたらしさ""不思議さ""純粋さ"を基準に、1982年夏から、オーディションが始まり、全国からの応募10,800人の中から、1983年、ミホ、レイコ、チーコの3人が選ばれ、結成された。そのプロジェクトには、溢れる情報量、鋭い選択眼から独自の音楽領域を創り上げようとしているローティーンをターゲットに据え、彼らの動向にリサーチを重ね、企画と準備に3年間を要したといわれる。1984年8月28日に日本フォノグラム（現：ユニバーサル ミュージック ジャパン）からシングル『FOREVER〜ギンガム・チェックstory〜』、アルバム『少女隊Phoon』、12インチシングル『ESCAPE』、ビデオ『少女隊Phoon』を同時にリリースしてデビューする。キャッチコピーは「胸騒ぎ、ザワ、ザワ、ザワ」。以降、TV、ラジオ、映画、CM等、マルチメディアミックスによる大々的なプロモーションが行われた。
デビュー1周年の1985年8月、メンバーの一人であるチーコが椎間板ヘルニアにより脱退し、新メンバー・トモが加入した。
デビューアルバム『少女隊Phoon』は山本リンダや山口百恵、ピンク・レディーなどを手がけた都倉俊一がプロデュースを担当、アメリカの一流ミュージシャンが参加してロサンゼルスのスタジオでレコーディングしたもので、オール・アメリカロケのビデオ、写真集を同時に発売するなど、既存のアイドルとは一線を画した企画だった。しかし、テレビに露出しないという戦略が時期尚早だったのか、ブレイクまでには至らなかった。少女隊が「一心同体、少女隊」というセリフで出演し、デビュー前に放映される予定だった江崎グリコのCMが、グリコ・森永事件の影響で延期になるなどの不運もあった。その後もチーコの脱退に加え、レイコも負傷し、出演予定だったテレビ番組が3本もキャンセルになるなど、デビュー後の1年間は徹底した不幸に見舞われていた。
1985年から秋元康と手を組んでプロモーションの方向を大幅に変更。3枚目のシングル『素直になってダーリン』で『ザ・トップテン』に初ランクイン、TBSのドラマ『夏・体験物語』の挿入曲「Bye-Byeガール」で同局の『ザ・ベストテン』にランクインするなど徐々に人気が上昇。1986年にはレコード会社をポリドール（現：ユニバーサル ミュージック ジャパン）へ移籍、国立代々木競技場第一体育館と大阪城ホールを含むツアーを開催。同年の写真集『少女隊の逆襲』は、「アーティスト路線で売れないなら開き直ろう」といった精神でリリースされたもので、デビュー当初は話題が先行するだけでヒットに至らなかったことを周囲に指摘されて悔しかったことなど、本人たちの本音が綴られている。
当時としては異例のアジア向けのマーケティングをデビュー初期から展開し、後期には日本よりアジア各国での人気が高かった。1985年に香港の映画にも出演、1986年と1987年には東南アジアツアーを成功させるなど、香港、タイ、シンガポール、マレーシアなどのアジア各国で人気を誇った。レコード会社を東芝EMI（現：ユニバーサル ミュージック ジャパン）に再度移籍した1988年にはソウルオリンピックのイメージソング「Korea」を歌い、韓国でも大ブレイク。1988年8月18日には日本語の曲が禁止されていた韓国で、戦後初めて放送で日本語で歌った（韓国側の放送局の了解なしに日本語で歌ったゲリラ歌唱。公式には同年9月16日、ソウルオリンピック前夜祭での西城秀樹が最初）。その影響を受けて韓国でも「セトレ」という3人組の女性アイドルグループがデビューし、台湾でも同じ少女隊というビビアン・スーが在籍していた女性アイドルグループがデビューした。
1989年に解散。メンバーはそれぞれソロで活動していくことになった。4人共女優・声優等で活動したが、ミホとトモは引退している。
所属事務所は、岡田奈々、大場久美子、松本伊代、本田美奈子、新田恵利、福永恵規、高岡早紀らが所属する、女性アイドル中心の芸能プロダクションのボンド企画だったが、同社は少女隊への多額投資も一因となり後に倒産した。
1999年にレイコ、チーコ、トモの3人で1999少女隊として再結成し、デビュー曲「Forever」をセルフカバーした。当初はミホも参加して4人で歌うことが企画されたが、妊娠していたため不参加となったという。
2016年8月24日今まで未CD化だった全音源をCD化したベスト盤『少女隊 Complete Singles Forever 1984-1999』を発売。約25年振りに、オリコン週間チャート75位に初登場。トップ100位入りした。
2016年11月18日に渋谷duoで行われたSUEMITSU & THE SUEMITHのライブにゲストとして少女隊オリジナルメンバー4人が勢揃いし、「Forever」と「Shooting Star We Are(SUEMITSU & THE SUEMITHのアルバム『Bagatelles』にfeat.少女隊として収録された新曲)」を披露した。

## メンバー
ミホ
藍田美豊。1969年8月31日。神奈川県逗子市出身、堀越高校出身、血液型はA型。
解散後は愛田実歩→愛田美歩→藍田美豊と芸名を変更。現在は結婚しており、3人の子供がいる。モデルの入夏は実娘。現在はドーナツ店「ミサキドーナツ」の店長を務める。テレビ東京『モヤモヤさまぁ〜ず2』の2024年7月6日放送回に葉山のミサキドーナツの店長として出演。
レイコ
安原麗子。1969年10月18日。神奈川県横浜市出身、堀越高校出身、血液型はA型。
チーコ
市川三恵子。1969年12月8日。東京都立川市出身、血液型はA型。
椎間板ヘルニアを患い芸能活動が困難に陥ったことと治療に専念するため、活動途中で脱退し引退した。後に結婚し、夫婦で理容室を営む。2015年5月3日放送の『明石家さんまの転職DE天職』（日本テレビ）で紹介され、45歳でテレビに出演した。
トモ
引田智子。1972年11月3日。チーコに代わり途中から加入。初代引田天功の娘。

## 少女隊ファンを公言する著名人
- SUEMITSU & THE SUEMITH（末光篤）
幼少期に少女隊の楽曲に聴き入っており、少女隊のファンだったことを公言している。シングル「Sunday'z Sun e.p.」では「Forever」をカバーしている。
少女隊 Complete Singles Forever 1984-1999を企画・監修。新曲も提供した。
- 福山雅治
当初は少女隊のバックバンドのギタリストを目指し上京した。特にメンバーの藍田美豊の大ファンで、自身のレギュラーラジオ、出演テレビ番組などでよくコメントしている[11][12]。
- 大森南朋
中学時代ビートルズ、ローリングストーンズの大ファンで少女隊も同じカテゴリーで愛聴していた。特に藍田美豊の大ファンで、2019年11月26日テレビ東京放送『チマタの噺』でエピソードを語った[13]。

## ディスコグラフィ

### シングル
| #                          | リリース日       | 規格品番         | タイトル | 備考                                                                                           |
| 日本フォノグラム           | 日本フォノグラム | 日本フォノグラム | 日本フォノグラム | 日本フォノグラム                                                                               |
| -------------------------- | ---------------- | ---------------- | --- | ---------------------------------------------------------------------------------------------- |
| 01                         | 1984年8月28日    | 7PL-164          | FOREVER〜ギンガム・チェックstory〜 - FOREVER〜ギンガム・チェックstory〜 作詞：亜伊林 作曲：都倉俊一 編曲：John D'andrea、David Wheatly - ピンクのタオル 作詞：亜伊林 作曲：都倉俊一 編曲：David Wheatly                                              | シングル、12インチシングル、アルバム（LP・CD）、ビデオを同時リリース                           |
| 02                         | 1985年1月10日    | 7PL-182          | お元気ですか？マイフレンド - お元気ですか？マイフレンド 作詞：小原丈二 作曲・編曲：都倉俊一 - MAGOKOROダイナマイト 作詞：大津あきら 作曲・編曲：都倉俊一                                                                                             |                                                                                                |
| 03                         | 1985年4月3日     | 7PL-194          | 素直になってダーリン - 素直になってダーリン 作詞：秋元康 作曲：中崎英也 編曲：佐藤準 - ホールドアップ！ 作詞：亜伊林 作曲：都倉俊一 編曲：佐藤準、町支寛二                                                                                           |                                                                                                |
| 04                         | 1985年6月21日    | 7PL-198          | 渚のダンスパーティー - 渚のダンスパーティー 作詞：亜伊林 作曲：中崎英也 編曲：佐藤準 - 恋人気分のホリデイ 作詞・作曲：小坂明子 編曲：佐藤準 |                                                                                                |
| 05                         | 1985年8月21日    | 7PL-202          | Bye-Bye ガール - Bye-Bye ガール 作詞：秋元康 作曲：中崎英也 編曲：佐藤準 - 流星クラクション 作詞：佐藤純子、小坂明子 作曲：小坂明子 編曲：佐藤準 | チーコが参加した最後の曲。                                                                     |
| 06                         | 1985年11月27日   | 7PL-212          | ハレーロマンス - ハレーロマンス 作詞：秋元康 作曲・編曲：中崎英也 - Smile Again 〜微笑の中へ〜 作詞：秋野優美 作曲・編曲：中崎英也 | この曲からトモが参加                                                                           |
| 07                         | 1986年3月5日     | 7PL-220          | もっとチャールストン - もっとチャールストン 作詞：秋元康 作曲：前田保 編曲：小林信吾、泰葉 - Misty Morning Stranger 作詞：少女隊、秋野優美 作曲：渡辺浩世 編曲：西村昌敏、泰葉                                                                       |                                                                                                |
| ポリドール                 |                  |                  | |                                                                                                |
| 08                         | 1986年10月1日    | 7DB-0002         | バランスシート - バランスシート 作詞：秋元康 作曲：高橋研 編曲：佐藤準 - Rubber Sole 作詞：小林まさみ 作曲：泰葉 編曲：佐藤準 |                                                                                                |
| 09                         | 1986年12月21日   | 7DB-0003         | 君の瞳に恋してる - 君の瞳に恋してる 作詞・作曲：Bob Crew、Bob Gaudio 日本語詞：高柳恋 編曲：小林信吾 - ENDLESS DREAMIN' 作詞：小林まさみ 作曲：中崎英也 編曲：佐藤準                                                                                 |                                                                                                |
| 10                         | 1987年4月27日    | 7DB-0004         | ナポレオンのくしゃみ - ナポレオンのくしゃみ 作詞：秋元康 作曲・編曲：後藤次利 - 月のうさぎが泣いた 作詞：秋元康 作曲・編曲：後藤次利 |                                                                                                |
| 東芝EMI / Eastworld        |                  |                  | |                                                                                                |
| 11                         | 1987年10月26日   | RT07-2021        | SAKASAMA - SAKASAMA 作詞：秋元康 作曲：中原めいこ 編曲：西平彰 - KISS THE PARADISE 作詞：小林まさみ 作曲：都志見隆 編曲：中村哲 |                                                                                                |
| 12                         | 1988年3月25日    | RT07-2077        | チェリームーンで踊らせて - チェリームーンで踊らせて 作詞：森雪之丞 作曲・編曲：中崎英也 - 星のオルゴール 作詞：森雪之丞 作曲・編曲：中崎英也 |                                                                                                |
| 13                         | 1988年5月11日    | RT07-2085        | Korea (JAPANESE VIRSION) - Korea (JAPANESE VIRSION) 作詞・作曲：Leslie Mandoki、Laszlo Bencker 日本語詞：小林まさみ 編曲：Laszlo Bencker、D・Crew - Korea (ENGLISH EXTENDED VIRSION) 作詞・作曲：Leslie Mandoki、Laszlo Bencker 編曲：Laszlo Bencker | 元ジンギスカンのレスリー・マンドキとニュートン・ファミリーのエヴァ・サンが歌った楽曲をカバー。 |
| 14                         | 1989年2月1日     | RT07-2306        | ANNIVERSARY - ANNIVERSARY 作詞：麻生圭子 作曲：横山輝一 編曲：小林信吾 - BE A POP! 作詞：竹村さをり、MIHO 作曲：松根あや 編曲：見良津健雄 |                                                                                                |
| ビクターエンタテインメント |                  |                  | |                                                                                                |
| 15                         | 1999年4月21日    |                  | Forever - Forever 作詞：亜伊林 作曲：都倉俊一 編曲：増田俊郎 - Future 作詞：大地丙太郎、安原麗子 作曲・編曲：増田俊郎 | 1999少女隊名義での再結成シングル。 テレビアニメ『十兵衛ちゃん』にはレイコが声で出演            |

### 12インチシングル
| #                   | タイトル | リリース日       | 規格品番         |
| 日本フォノグラム    | 日本フォノグラム | 日本フォノグラム | 日本フォノグラム |
| ------------------- | --- | ---------------- | ---------------- |
| 1                   | ESCAPE 1. Forever 作詞：亜伊林 作曲：都倉俊一 編曲：西村昌敏 2. KU・RO・O・BI MAGIC 作詞：亜伊林 作曲：都倉俊一 編曲：西村昌敏 3. Electric City 作曲・編曲：西村昌敏                  | 1984年8月28日    | 15PL-3           |
| 2                   | FOREVER 2001 1. FOREVER 2001 作詞：亜伊林 作曲：都倉俊一 編曲：佐藤準 2. Flamingo Island 作詞：Darek Lane Jackson 作曲・編曲：佐藤準 3. Space Magic 作詞：秋野優美 作曲・編曲：越美晴 | 1985年12月21日   | 15PL-6           |
| 東芝EMI / Eastworld | |                  |                  |
| 3                   | FROM SANTA CLAUS VILLAGE 1. FROM SANTA CLAUS VILLAGE 作詞：佐藤純子 作曲：川上進一郎 編曲：D・Crew 2. CAN'T TAKE MY EYES OFF OF YOU 作詞：Bob Crew 作曲：Bob Gaudio 編曲：丸山恵市    | 1987年12月5日    | T12-1126         |

### アルバム
| LP | CD | タイトル                           | 作詞   | 作曲     | 編曲                        |
| -- | -- | ---------------------------------- | ------ | -------- | --------------------------- |
| A1 | 1  | FOREVER〜ギンガム・チェックstory〜 | 亜伊林 | 都倉俊一 | John D'andrea David Wheatly |
| A2 | 2  | KAMIKAZE 66                        | 亜伊林 | 都倉俊一 | 都倉俊一                    |
| A3 | 3  | 涙のシャワー・ルーム               | 亜伊林 | 都倉俊一 | John D'andrea               |
| A4 | 4  | ピンクのタオル                     | 亜伊林 | 都倉俊一 | David Wheatly               |
| A5 | 5  | KU・RO・O・BI MAGIC                | 亜伊林 | 都倉俊一 | John D'andrea               |
| B1 | 6  | ウキウキニューヨーク               | 亜伊林 | 都倉俊一 | John D'andrea               |
| B2 | 7  | Summer Grass in Rain               | 亜伊林 | 都倉俊一 | Benjamin Wright             |
| B3 | 8  | ダンステリアの忘れもの             | 亜伊林 | 都倉俊一 | 都倉俊一                    |
| B4 | 9  | Mr.ロマンス                        | 亜伊林 | 都倉俊一 | John D'andrea               |
| B5 | 10 | Lady Shy                           | 亜伊林 | 都倉俊一 | Benjamin Wright             |
| -  | 11 | FOREVER                            | 亜伊林 | 都倉俊一 | 西村昌敏                    |
| -  | 12 | ELECTRIC CITY                      | -      | 西村昌敏 | 西村昌敏                    |
| -  | 13 | KU・RO・O・BI MAGIC                | 亜伊林 | 都倉俊一 | John D'andrea               |

| LP | タイトル                      | 作詞       | 作曲       | 編曲   |
| -- | ----------------------------- | ---------- | ---------- | ------ |
| A1 | ペパーミント・Wonderland      | 亜伊林     | 中崎英也   | 佐藤準 |
| A2 | フラミンゴblvd.で待ち伏せて!! | 大沢孝子   | 中崎英也   | 佐藤準 |
| A3 | ふたりのアイランド            | 少女隊     | 見岳章     | 佐藤準 |
| B1 | Darlin' with my love          | 秋元康     | 中崎英也   | 佐藤準 |
| B2 | グラビアン・サマー            | 芽映すぺぺ | 都倉俊一   | 佐藤準 |
| B3 | 夏のエントランス              | 森田由美   | 勝山俊一郎 | 佐藤準 |

| LP | タイトル                   | 作詞             | 作曲       | 編曲     |
| -- | -------------------------- | ---------------- | ---------- | -------- |
| A1 | 3 to 1 〜夏の冒険者〜      | 沢ちひろ         | 中崎英也   | 小林信吾 |
| A2 | アドベンチャー・アイランド | 秋元康           | 佐藤健     | 佐藤準   |
| A3 | 渚のダンスパーティー       | 亜伊林           | 中崎英也   | 佐藤準   |
| B1 | 真夏の恋人                 | 佐藤純子         | 佐藤健     | 小林信吾 |
| B2 | Summer Memories            | 少女隊、佐藤純子 | 勝山俊一郎 | 丸山恵市 |
| B3 | Mistery Jungle             | 森田由美         | 中崎英也   | 中崎英也 |

| CD | タイトル                      | 作詞             | 作曲       | 編曲     |
| -- | ----------------------------- | ---------------- | ---------- | -------- |
| 1  | ペパーミント・Wonderland      | 亜伊林           | 中崎英也   | 佐藤準   |
| 2  | フラミンゴblvd.で待ち伏せて!! | 大沢孝子         | 中崎英也   | 佐藤準   |
| 3  | ふたりのアイランド            | 少女隊           | 見岳章     | 佐藤準   |
| 4  | 素直になってダーリン          | 秋元康           | 中崎英也   | 佐藤準   |
| 5  | グラビアン・サマー            | 芽映すぺぺ       | 都倉俊一   | 佐藤準   |
| 6  | 夏のエントランス              | 森田由美         | 勝山俊一郎 | 佐藤準   |
| 7  | 3 to 1 〜夏の冒険者〜         | 沢ちひろ         | 中崎英也   | 小林信吾 |
| 8  | アドベンチャー・アイランド    | 秋元康           | 佐藤健     | 佐藤準   |
| 9  | 渚のダンスパーティー          | 亜伊林           | 中崎英也   | 佐藤準   |
| 10 | 真夏の恋人                    | 佐藤純子         | 佐藤健     | 小林信吾 |
| 11 | Summer Memories               | 少女隊、佐藤純子 | 勝山俊一郎 | 丸山恵市 |
| 12 | Mistery Jungle                | 森田由美         | 中崎英也   | 中崎英也 |

| LP | CD | タイトル           | 作詞                              | 作曲             | 編曲     |
| -- | -- | ------------------ | --------------------------------- | ---------------- | -------- |
| A1 | 1  | GRADUATION LOVE    | 秋元康                            | 中崎英也         | 中崎英也 |
| A2 | 2  | ESCAPE A.M.3:00    | 麻田麗亜                          | 松本俊明         | 小林信吾 |
| A3 | 3  | BABY'S ROCK        | 秋元康                            | 泰葉             | 小林信吾 |
| A4 | 4  | RING OF THE MEMORY | 秋元康                            | 佐藤健           | 佐藤準   |
| A5 | 5  | UNTOUCHABLE        | Steve S.Jeffries 日本語詞：秋元康 | Steve S.Jeffries | 小林信吾 |
| B1 | 6  | FLY TO ME !        | 秋元康                            | 中崎英也         | 中崎英也 |
| B2 | 7  | KITCHEN PATROL     | 秋元康                            | 中崎英也         | 中崎英也 |
| B3 | 8  | MY LOVER           | 秋元康                            | 中崎英也         | 中崎英也 |
| B4 | 9  | FRIDAY LOVE SONG   | 秋元康                            | 中崎英也         | 中崎英也 |
| B5 | 10 | YES IT'S MY HEART  | 秋野優美                          | 泰葉             | 佐藤準   |

| LP | CD | タイトル               | 作詞                 | 作曲     | 編曲     |
| -- | -- | ---------------------- | -------------------- | -------- | -------- |
| A1 | 1  | 夏のパスポート         | 森田由美、秋野優美   | 中崎英也 | 小林信吾 |
| A2 | 2  | 三千年の夢             | 森田由美、小林まさみ | 渡部良   | 西村昌敏 |
| A3 | 3  | SIAM PARADISE          | 麻田麗亜             | 細野晴臣 | 細野晴臣 |
| B1 | 4  | ORIENTAL NIGHTS        | 森田由美             | 西村昌敏 | 西村昌敏 |
| B2 | 5  | きのうのNEW MOON       | 秋野優美             | 越美晴   | 細野晴臣 |
| B3 | 6  | 異国の神話             | 松本俊明、麻田麗亜   | 松本俊明 | 小林信吾 |
| -  | 7  | MISTY MORNING STRANGER | 少女隊、秋野優美     | 渡辺浩世 | 西村昌敏 |
| -  | 8  | SPACE MAGIC            | 秋野優美             | 越美晴   | 越美晴   |
| -  | 9  | FLAMINGO ISLAND        | Derec Lane Jackson   | 佐藤準   | 佐藤準   |

| LP | CD | タイトル                                         | 作詞                                                             | 作曲                                            | 編曲     |
| -- | -- | ------------------------------------------------ | ---------------------------------------------------------------- | ----------------------------------------------- | -------- |
| A1 | 1  | JOHNNY ANGEL                                     | Lee Pockriss Lyn Duddy 日本語詞：神沢礼江                        | Lee Pockriss Lyn Duddy                          | 小林信吾 |
| A2 | 2  | ぼくら少女探偵団 〜乗り逃げ犯人をつかまえろ〜    | Sid Ramin Tony Velona 日本語詞：神沢礼江                         | Sid Ramin Tony Velona                           | 小林信吾 |
| A3 | 3  | BLACK IS BLACK                                   | Tony Hayes M.Grainger Steve Wadey 日本語詞：亜伊林               | Tony Hayes M.Grainger Steve Wadey               | 小林信吾 |
| A4 | 4  | デイドリーム・ビリーバー 〜5時間目の英語は嫌い〜 | John Stewart 日本語詞：高柳恋                                    | John Stewart                                    | 小林信吾 |
| A5 | 5  | 西暦2525年 IN THE YEAR 2525 〜鼓動を聴かせて〜   | Rick Evans 日本語詞：高柳恋                                      | Rick Evans                                      | 小野沢篤 |
| B1 | 6  | 君の瞳に恋してる                                 | Bob Crewe Bob Gaudio 日本語詞：高柳恋                            | Bob Crewe Bob Gaudio                            | 小林信吾 |
| B2 | 7  | HANKY PUNKY                                      | Jeff Barry Ellie Greenwich 日本語詞：亜伊林                      | Jeff Barry Ellie Greenwich                      | 小野沢篤 |
| B3 | 8  | I'LL BE THERE                                    | Bob West Hal Davis Willie Hutch Berry Jr. Rordy 日本語詞：亜伊林 | Bob West Hal Davis Willie Hutch Berry Jr. Rordy | 小林信吾 |
| B4 | 9  | フェアリー・ブルー                               | Artie Kornfeld Steve Duboff 日本語詞：小林まさみ                 | Artie Kornfeld Steve Duboff                     | 小林信吾 |

| LP | CD | タイトル                          | 作詞     | 作曲     | 編曲     |
| -- | -- | --------------------------------- | -------- | -------- | -------- |
| A1 | 1  | 象使いのインド人                  | 秋元康   | 後藤次利 | 後藤次利 |
| A2 | 2  | 月のうさぎが泣いた                | 秋元康   | 後藤次利 | 後藤次利 |
| A3 | 3  | Lion Heart                        | 亜伊林   | 中崎英也 | 佐藤準   |
| A4 | 4  | 開けテレビジョン!!                | 秋元康   | 後藤次利 | 後藤次利 |
| A5 | 5  | ナポレオンのくしゃみ              | 秋元康   | 後藤次利 | 後藤次利 |
| B1 | 6  | TOKYO YAJIUMA CLUB                | 秋元康   | 後藤次利 | 後藤次利 |
| B2 | 7  | チアガールの放課後                | 高柳恋   | 泰葉     | 佐藤準   |
| B3 | 8  | アジアの恋人－Far from east asia- | 麻田麗亜 | 後藤次利 | 後藤次利 |
| B4 | 9  | Bye-Bye メランコリ－              | 亜伊林   | 中崎英也 | 佐藤準   |

| LP | CD | タイトル                      | 作詞       | 作曲       | 編曲     |
| -- | -- | ----------------------------- | ---------- | ---------- | -------- |
| A1 | 1  | BREAK AWAY                    | 秋元康     | 中崎英也   | 丸山恵市 |
| A2 | 2  | MERRY CHRISTMAS IN THE KISS   | 秋元康     | 松根あや   | 小林信吾 |
| A3 | 3  | OK! IT'S GOOD                 | 小林まさみ | 泰葉       | 小林信吾 |
| A4 | 4  | DON'T WORRY                   | 小林まさみ | 佐藤健     | 小林信吾 |
| A5 | 5  | SAKASAMA                      | 秋元康     | 中原めいこ | 西平彰   |
| B2 | 6  | TAKE THE FREE                 | 少女隊     | 和泉常寛   | D・CREW  |
| B1 | 7  | STEPPIN' CLUB                 | 小林まさみ | 和泉常寛   | 西平彰   |
| B3 | 8  | HURRY UP !                    | 佐藤純子   | 和泉常寛   | 佐藤準   |
| B4 | 9  | FROM SANTA CLAUS VILLAGE      | 佐藤純子   | 川上進一郎 | D・CREW  |
| B5 | 10 | NEXT CHANCE                   | 佐藤純子   | 中崎英也   | 丸山恵市 |
| -  | 11 | KISS THE PARADISE             | 小林まさみ | 都志見隆   | 中村哲   |
| -  | 12 | CAN'T TAKE MY EYES OFF OF YOU | Bob Crewe  | Bob Gaudio | 丸山恵市 |

| CD | タイトル                       | 作詞                                               | 作曲                          | 編曲              |
| -- | ------------------------------ | -------------------------------------------------- | ----------------------------- | ----------------- |
| 1  | TOP OF THE TOKIO               | さかたかずこ                                       | 米米CLUB                      | 見良津健雄        |
| 2  | GET IT                         | さかたかずこ                                       | 鈴木雄大                      | 見良津健雄        |
| 3  | 仲間はずれだね                 | 秋元康                                             | 米米CLUB                      | 小林信吾          |
| 4  | LAST RAINY SONG                | MIHO                                               | 鈴木雄大                      | 小林信吾          |
| 5  | ANNIVERSARY                    | 麻生圭子                                           | 横山輝一                      | 小林信吾          |
| 6  | BE A POP !                     | 竹村さをり、MIHO                                   | 松根あや                      | 見良津健雄        |
| 7  | 景色が変わる                   | 竹村さをり                                         | 米米CLUB                      | 見良津健雄        |
| 8  | 100万$のステップ               | さかたかずこ                                       | Rod Temple                    | 見良津健雄        |
| 9  | Korea                          | Leslie Mandoki Laszlo Bencker 日本語詞：小林まさみ | Leslie Mandoki Laszlo Bencker | D.CREW 見良津健雄 |
| 10 | JEY                            | REIKO                                              | 米米CLUB                      | 見良津健雄        |
| 11 | Korea (Extended Bonus Version) | Leslie Mandoki Laszlo Bencker 日本語詞：小林まさみ | Leslie Mandoki Laszlo Bencker | D.CREW 見良津健雄 |

### ライブアルバム
- ARE YOU READY !？ （LP：1986年6月5日、CD・LD：1986年6月25日、日本フォノグラム）

1986年3月30日の大阪城ホールと4月3日の国立代々木第一体育館で行われたコンサートの模様を収録。
LPレコード、CD、レーザーディスクで発売された。 各メディアによって収録曲数、編集が異なる。

### 海外独自盤（再発盤を含む）
- 少女隊 Flamingo Island（香港特別版） (1985年　ポリグラム香港）

同名ミニアルバムに、「お元気ですか？マイフレンド」「素直になってダーリン（シングルバージョン）」「MOGOKOROダイナマイト」「ホールドアップ！」を追加した10曲を収録。ヴィニールコーティングジャケット採用。
- SHOHJYO-TAI FIRST ALBUM (1988年 Seoul Records/SDPR-013 韓国）

韓国のみ発売された全編英語でのアルバム。A面はアルバム「SUPER VARIO」から選出した6曲、B面は、KOREAのリミックス5曲を収録。
- KOREA１２インチシングル」(1988年 Seoul Records/SDPR-011 韓国）

A: KOREA (English Single Version) / Can't Take My Eyes Off Of You
B: KOREA (English Single Version)(Instrumental) / Can't Take My Eyes Off Of You (Instrumental)
東芝EMI (現：USMジャパン/ユニバーサル ミュージック ジャパン）からエクスポート盤として2枚組の12インチDJ-Copyも存在する。
- ESCAPE (2024年再発　THANK YOU/ THANKYOU 035 ドイツ）

和物シティポップの流行を受けて ジャパニーズモダンエレクトロ/テクノポップを代表する一枚として、DJ長い間人気盤として市場を賑やかした12インチシングルが、 ベルリンのレコードショップSound Metaphorsが運営するレーベルの一つ、[Thank You]が正規ライセンス再発。  アートワークを一新し、リマスタリング（2006年のマスターを使用）されて再発。

### ベストアルバム
- 少女隊ごっこ　シングルヒット＆カラオケ集（1986年1月25日 日本フォノグラム）

　　フォノグラム発売のシングル6曲とそのカラオケが収録されている。使用メディアにコンパクトカセットを用いるオーディオ機器（例・ラジオカセットレコーダー、カセットテープレコーダー〈≒ カセットテープデッキ〉、カセットテーププレーヤー）のみのカラオケ機器で使うことを考慮して

　　ミュージックカセットテープのみのリリース。 ブロードウェイのマークを冠している。
- 少女隊細碟精選（1986年 ポリグラム香港）

　　上記「少女隊ごっこ」の香港版。日本フォノグラムのライセンスを所有するポリグラム香港から発売された。

　　収録曲は「少女隊ごっこ」と同一で、ミュージックカセットテープのほかLPレコードも存在する。なお「細碟精選」とは「シングル・セレクション」の意。
- ABCD・・ All Single Collection ・（1986年3月31日 日本フォノグラム）

　　ジャケット写真はシングルの「もっとチャールストン」からの引用のため3人だが

　　歌詞カードの中には実際には4人一緒に活動してはいないがメンバー全員の写真が並んでいる。
- SHOHJO-TAI THE BEST （1986年12月5日 日本フォノグラム）
- DO OUR BEST! （1988年6月10日 東芝EMI）
- TWIN BEST （1997年3月19日 東芝EMI）
- ゴールデン☆ベスト（2004年11月17日 東芝EMI）
- GOLDEN☆BEST 少女隊 フォノグラム・シングル・コレクション（2006年3月1日 USMジャパン/ユニバーサル ミュージック ジャパン）

　　タイトルどおりレッドバスエンタープライズ（当時の販売元は日本フォノグラム）発売のシングル曲などが収録されている。

　　レッドバスより新たに作られたブロードウェイ（当時の販売元はポリドール）発売のシングル4曲は現在では同じユニバーサル系であっても権利の問題もあり収録されていない。
- 少女隊 ベスト10 （2007年1月27日 EMIミュージック・ジャパン）
- 少女隊 Complete Singles Forever 1984-1999 （2016年8月24日 USMジャパン/ユニバーサル ミュージック ジャパン）

　　“少女隊ファン”を公言する“末光 篤” （SUEMITSU & THE SUEMITH）が企画・監修。 ファン待望の「バランスシート」など13曲が初CD化。

　　ブックレットには新旧メンバー4人が初めて顔を揃え、全シングルについて語る座談会の模様が掲載されている。

## タイアップ
| 曲名                               | 収録         | タイアップ                                                                                     |
| ---------------------------------- | ------------ | ---------------------------------------------------------------------------------------------- |
| FOREVER〜ギンガム・チェックstory〜 | 01stシングル | 江崎グリコ「プリッツ」CMソング                                                                 |
| お元気ですか？マイフレンド         | 02ndシングル | 映画『クララ白書・少女隊PHOON』主題歌 香港映画「HOW ARE YOU MY FRIEND/少女隊・青春節拍」挿入歌 |
| 素直になってダーリン               | 03rdシングル | カゴメ炭酸飲料「ufufu(ウフフ)」CMソング カゴメ(当人出演)                                       |
| 渚のダンスパーティー               | 04thシングル | カゴメ炭酸飲料「ufufu(ウフフ)」CMソング カゴメ(当人出演)                                       |
| Bye-Bye ガール                     | 05thシングル | TBS系ドラマ『夏・体験物語』挿入歌                                                              |
| ナポレオンのくしゃみ               | 10thシングル | テレビ朝日系ドラマ『胸キュン刑事(デカ)』主題歌                                                 |
| チェリームーンで踊らせて           | 12thシングル | OVA『ドミニオン』オープニングテーマ                                                            |
| 星のオルゴール                     | 12thシングル | OVA『ドミニオン』エンディングテーマ                                                            |
| Korea                              | 13thシングル | フジテレビ『SEOUL SOUL』エンディングテーマ                                                     |
| BE A POP!                          | 14thシングル | 平安閣グループ『ハニーハネムーン』CMソング                                                     |
| Forever（1999少女隊名義）          | 15thシングル | テレビ東京系アニメ『十兵衛ちゃん』主題歌                                                       |

## ビデオ
- 少女隊共和国　パラダイス
- 少女隊PHOON （1984年8月28日、日本フォノグラム）
- 少女隊アドベンチャー（1985年7月26日、日本フォノグラム）
- Are You Ready !? （1986年6月25日、日本フォノグラム） - レーザーディスクでの発売。
- 美・少女隊伝説（1987年10月26日、東芝EMI）

## 写真集
- ESCAPE 少女隊USA漂流記1984（1984年10月 学研）
- 少女隊夏景色（1985年7月 ワニブックス）
- あなたにloving you...（1985年12月 近代映画社）
- 少女隊の逆襲（1986年5月 学研）

## 出演

### テレビドラマ
- 特別機動少女隊 ホールドアップ!!
- 夏・体験物語
- 胸キュン刑事
- フローズンホラーショウ フジテレビ 月曜ドラマランド
- 女だらけ（1987年フジテレビ、月曜ドラマランド）

### 映画
- クララ白書・少女隊PHOON (1985年)
- HOW ARE YOU MY FRIEND/少女隊・青春節拍(1985年) （香港映画）
- ビー・バップ・ハイスクール 高校与太郎狂騒曲 (1987年)

### バラエティ
- 平成名物TV・IKE IKE CLUB

### CM
- グリコプリッツ・（1985年・昭和60年）TV-CM　映画クララ白書・少女隊PHOONタイアップ商品
- カゴメ・u fu fu 清涼飲料水（1985年・昭和60年)TV-CM
- グリコ マリンバ TV-CM
- ナショナル 遊星少女キャンペーン

### ラジオ
- 進め少女隊

## 少女隊（2代目）
初代の少女隊の名を引き継ぐアイドルグループとして、当時の所属事務所の公認のもと、2015年4月に、西野早耶、木村葉月、河野みなみの3人で結成された。
初代のデビュー当初の大規模なプロモーションと違って、ライブなどの堅実路線が特徴とされた。結成と同月の初ステージでは、初代のキャッチフレーズ「一心同体少女隊」などで客席を沸かせた。
3枚目のシングルでは、初代のデビュー曲「FOREVER」と、初代の3枚目のシングル「素直になってダーリン」、2曲のカバーが収録されて、初代の楽曲を歌うシングルとなった。ジャケットのデザインも初代の「FOREVER」のオマージュであった。オリコンインディーズウィークリーランキングで1位を記録した。
2016年CHINA JOY 2016出演を賭けた「ミスCJ Japan 2016」にエントリーし、1位を獲得した。
同年末から2017年1月にかけて、河野みなみ、木村葉月が卒業し、湊あむと佐藤まりなが加入した。この3人による新体制で、初代のカバー曲「渚のダンスパーティ」をリリースした。その後、2017年10月から2018年1月までに佐藤まりな、西野早耶が卒業し、最後に1人残った湊あむも2018年10月に卒業し、解散となった。
2016年にキングオブコントにメンバー全員（当時のメンバーは西野、木村、河野）で出場したことがあるが（結果は1回戦敗退）、元メンバーのうち木村葉月は「あれは黒歴史」とした上で「急に『出るのでよろしく』と言われて」出場したことを明かし「何で出ることになったんだろう?」と思っていたと回顧している。

### メンバー（2代目）
西野早耶
結成時のメンバー。2018年1月に卒業。
木村葉月
結成時のメンバー。2017年1月に卒業。
河野みなみ
結成時のメンバー。学業専念のため2016年11月に卒業。
湊あむ
元Splash!。木村、河野の卒業後に加入。2018年10月に卒業。
佐藤まりな
元ステーション♪。木村、河野の卒業後に加入。「グラビア担当」として、ミスヤングチャンピオンなどでも活動した。2017年10月に体調不良で卒業。

### ディスコグラフィ（2代目）
- ゴールデンロード/少女の逆襲（2015年8月）
- 未来がまっている〜絆〜（2015年12月）
- FOREVER（2016年5月）
- ロンリークリスマス（2016年11月）
- 渚のダンスパーティー（2017年8月）